# J Rock Dream MATCHY '09
『J ROCK DREAM Matchy 09』（ジェイロック・ドリーム・マッチ・ゼロキュー）は、日本の歌手、近藤真彦のプロデュースにて行われた企画ライブの公演名である。尚、同公演を収録したライブDVD『J ROCK DREAM Matchy 09 in Budokan』も本稿で記載する。

## ライブ
近藤真彦がバレンタインデーに3年連続で日本武道館で単独コンサートを行っていたが、2008年に「一区切りケジメLIVE」と題し、毎年恒例だった武道館の単独コンサートを2009年は行わないことを発表していた。
しかし近藤が「せっかくバレンタインデーに日本武道館を押さえられるのに、勿体無い」と感じ、「ジャニーズでも今までに無い、非常にロック色の強いライブ」を企画、近藤自らプロデューサーとして2009年2月13日・14日に行なわれた。日本武道館公演の反響を受け、2月21日・22日に大阪城ホールでも追加公演を行なった。
出演者は近藤真彦、ジャニーズJr.内で結成されているバンド FiVe、Question?、そしてFiVeに渋谷すばるをボーカルに加えたバンド FLAT FIVE FLOWERS。
野村義男（13日・21日・22日）、今井翼（13日・21日・22日）、滝沢秀明（14日）がゲスト出演。
他に亀梨和也（14日）がサプライズ出演した。

## ライブDVD
行なわれた公演が好評であったため、2009年3月14日に行なわれたFiVeの単独公演にて、DVDを発売することが発表された。タイトルは「J ROCK DREAM Matchy 09 in Budokan」。内容は、2月13日・14日に行なわれた日本武道館公演のライブから、FiVe、Question?、FLAT FIVE FLOWERSのライブを抜粋して収録したものとなり、近藤真彦、ゲストの映像は収録されない。当初の発売日は2009年4月15日（規格品番:SRBL-1396）とされソニー・ミュージックの公式HPでも発表、発売前の購入予約も受け付けられていたが、3月27日になり急遽発売を延期すると発表され発売日は未定となっている。

### 収録曲
〜Question?〜 
1. Are You Ready?
2. 感じてみろ
3. MY WAY
4. MOMOKO（近藤真彦のカバー曲）
5. Side mirror

〜FiVe〜
1. I&I
2. Cry
3. 哀しきハイスクール（近藤真彦のカバー曲）
4. 手
5. 思うがまま
6. 心

〜FLAT FIVE FROWERS〜 
1. SA☆WER
2. Window
3. Flower
4. Starlight
5. Z
6. フラフラ
7. Pray